# Chloé Dufour-Lapointe
Chloé Dufour-Lapointe (Montreal, 2 de diciembre de 1991) es una deportista canadiense que compite en esquí acrobático, especialista en las pruebas de baches. Sus hermanos Justine y Maxime también compiten en esquí acrobático.
Participó en tres Juegos Olímpicos de Invierno, en los años 2010 y 2018, obteniendo una medalla de plata en Sochi 2014, en la prueba de baches.
Ganó dos medallas en el Campeonato Mundial de Esquí Acrobático, oro en 2013 y plata en 2011.

## Medallero internacional
| Juegos Olímpicos   | Juegos Olímpicos             | Juegos Olímpicos | Juegos Olímpicos   |
| Año                | Lugar                        | Medalla          | Competición        |
| ------------------ | ---------------------------- | ---------------- | ------------------ |
| 2014               | Sochi (Rusia)                | Medalla de plata | Baches             |
| Campeonato Mundial |                              |                  |                    |
| Año                | Lugar                        | Medalla          | Competición        |
| 2011               | Deer Valley (Estados Unidos) | Medalla de plata | Baches en paralelo |
| 2013               | Oslo/Voss (Noruega)          | Medalla de oro   | Baches en paralelo |